# Flesh for Frankenstein
Flesh for Frankenstein (En España: Carne para Frankenstein) es una película de terror de 1973 escrita y dirigida por Paul Morrissey. Protagonizada por Udo Kier, Joe Dallesandro, Monique van Vooren y Arno Juerging. Los interiores fueron filmados en los estudios Cinecittà en Roma por un equipo de filmación italiano.
En Alemania Occidental y Estados Unidos, la película se estrenó como Andy Warhol's Frankenstein y se proyectó en Space-Vision 3D en las sesiones de estreno. Recibió la clasificación X por la MPAA debido a su sexualidad explícita y violencia. En los años 1970, se proyectó la versión 3-D en Londres y Estocolmo, también en Australia en 1986 junto con Sangre para Drácula, su emparejamiento obvio. Lo gore de la acción fue intensificado en el estreno original por este uso del 3D, con varios destripamientos filmados desde una perspectiva tal que las vísceras son empujadas hacia la cámara (el espectador).

## Trama
El barón von Frankenstein desatiende sus deberes hacia su hermana/esposa Katrin, ya que está obsesionado con crear una raza serbia perfecta para obedecer sus órdenes, empezando por formar un hombre y una mujer perfectos con partes de cadáveres. La sublimación del doctor de sus impulsos sexuales por su poderoso impulso de dominación es mostrado cuando utiliza las heridas quirúrgicas de su creación femenina para satisfacer su lujuria. Frankenstein está descontento con los impulsos reproductivos inadecuados de su creación masculina actual y busca un donante de cabeza con una mayor libido; también repetidamente exhibe un intenso interés en que el "nasum" (nariz) de la criatura tenga una forma correctamente serbia.
Como resultado, Nicholas, un campesino convenientemente lujurioso que sale de un burdel local junto con su amigo sexualmente reprimido, al que ha traído allí en un vano intento de disuadirle de entrar en un monasterio, es visto y seguido por el doctor y su ayudante, Otto (Arno Jürging); suponiendo erróneamente que el aspirante a monje también es apto para el trabajo de semental, cuando regresan los asaltan, dejan inconsciente de un golpe a Nicholas, al otro lo decapitan y se llevan su cabeza de más adecuado perfil para injertarla en la criatura masculina. Tras el incidente, Nicholas es convocado por Katrin al castillo, donde llegan a un acuerdo para que satisfaga sus apetitos carnales insatisfechos.
Bajo el control de Frankenstein, la pareja de criaturas se sienta para la cena con los residentes del castillo, pero la criatura masculina no muestra ninguna señal de reconocer a su amigo cuando este sirve al doctor y su familia. Nicholas se da cuenta de que algo anda mal, pero finge no reconocerlo hasta que pueda investigar más. Después de una pelea con Katrin, que simplemente se preocupa de sus propias necesidades, Nicholas baja a husmear en el laboratorio y es capturado por el doctor. Frankenstein reflexiona si utilizar esta nueva adquisición para reemplazar la cabeza de su criatura, que no muestra todavía ninguna señal de libido. No obstante, Katrin es recompensada por traicionar a Nicholas concediéndole a la criatura para fines eróticos, pero muere durante una copulación demasiado vigorosa.
Entretanto, Otto intenta repetir las proezas sexuales del doctor necrófilo con la criatura femenina, resultando en su gráfico destripamiento. Frankenstein regresa y, furioso, estrangula a Otto. Cuando intenta que la criatura masculina elimine a Nicholas, sin embargo, los restos de la personalidad de su amigo se rebelan y el doctor es asesinado de manera atroz. La criatura, creyendo que está mejor muerto, entonces se autoeviscera. Los hijos de los Frankenstein, Erik y Monica, entran entonces en el laboratorio, sortean los cuerpos, cogen un par de bisturíes y proceden a girar la rueda de la grúa que mantiene a Nicholas colgando en el aire. No queda claro si los bisturíes que sujetan los niños son para cortar la soga y liberarle o para continuar el trabajo donde lo dejó su padre.

## Reparto
| Actor              | Papel                        | Descripción           |
| ------------------ | ---------------------------- | --------------------- |
| Joe Dallesandro    | Nicholas                     | Jornalero             |
| Udo Kier           | Barón von Frankenstein       |                       |
| Monique van Vooren | Baronesa Katrin Frankenstein |                       |
| Arno Juerging      | Otto                         | El ayudante del Barón |
| Dalila Di Lazzaro  | Monstruo femenino            |                       |
| Srdjan Zelenovic   | Sacha/monstruo masculino     | Amigo de Nicholas     |
| Marco Liofredi     | Erik                         | El hijo del Barón     |
| Nicoletta Elmi     | Monica                       | La hija del Barón     |
| Liù Bosisio        | Olga                         | Sirvienta             |
| Cristina Gaioni    | Campesina                    | novia de Nicholas     |
| Rosita Torosh      | Sonia                        | Prostituta            |

## Producción
En 1973 Paul Morrissey y Joe Dallesandro llegaron a Italia para rodar una película para los productores Andrew Braunsberg y Carlo Ponti. La idea original provino del director Roman Polanski, que había conocido a Morrissey durante la promoción de su propia película ¿Qué?, con Morrissey declarando que Polanski sentía que él sería "una persona natural para hacer una película 3-D sobre Frankenstein. Pensé que era la opción más absurda que podría imaginar." Morrissey convenció a Ponti de filmar no una sino dos películas durante este periodo, lo que llevó a la producción de Carne para Frankenstein y Sangre para Drácula. El personal de las películas incluyó muchos italianos en la producción, incluyendo Enrico Job como el diseñador de producción, el pianista Claudio Gizzi para la partitura musical y el artista de efectos especiales Carlo Rambaldi para los efectos especiales. Las contribuciones de Warhol a la película fueron mínimas, una única visita al set y una breve visita durante el periodo de edición.
Al principio, Morrissey pretendió confiar en la improvisación para los diálogos de los personajes, pero tuvo que desistir, ya que no funcionaba con algunos actores, como Udo Kier. Esto llevó a Morrissey a preparar el diálogo día por día, dictándolo a Pat Hackett en el set. La filmación de Carne para Frankenstein comenzó el 20 de marzo de 1973.
Mientras algunas grabaciones italianas abonan como director de la segunda unidad a Antonio Margheriti bajo su seudónimo "Anthony M. Dawson", Udo Kier ha declarado que Margheriti no tuvo nada que ver con la película. Kier declaró que él y los otros miembros del reparto recibieron dirección solo de Morrissey y señaló que "Margheriti estaba en el set, venía al estudio de vez en cuando, pero nunca dirigió a los actores. Nunca!" Margheriti fue acreditado como director para asegurar que la película obtendría la nacionalidad italiana para los productores debido a las leyes italianas. Tonino Guerra también es acreditado como guionista, también por la distribución italiana de la película, siendo el guion de Morrissey. Margheriti dirigió algunas escenas de efectos especiales, incluyendo la escena que implica unos "pulmones respirando" hechos con pulmones de cerdo.

## Estreno
Carne para Frankenstein fue estrenada en Alemania Occidental el 30 de noviembre de 1973 como Andy Warhol's Frankenstein. Fue proyectada el 2 de abril de 1974 en Filmex, la Exposición Internacional de Cine de Los Ángeles. La película fue enviada a la censura italiana en enero de 1974 bajo el título Carne por Frankenstein, conteniendo algunas menos escenas de sexo explícito y más escenas de muertes violentas. Esa versión fue inicialmente prohibida en Italia, pero una versión reeditada bajo el título Il mostro è en tavola, barone...Frankenstein, con cambios en los diálogos así como la adición y extracción de varias escenas, con una duración de 89 minutos fue permitida para su distribución por Gold Film. Esta versión censurada también fue la que se estrenó en España en 1979. Las ediciones en formato doméstico son de la versión internacional íntegra.
La película ganó 4.7 millones de dólares en alquileres en Estados Unidos. En 1974, Los Angeles Times declaró que la película había recaudado 7 millones de dólares. En Italia, la película recaudó un total de 345,023,314 liras, una cantidad que el historiador cinematográfico italiano Roberto Curti describió como "mediocre".

## Recepción crítica
Tras su estreno, Nora Sayre de The New York Times escribió: "De una manera turbia, la película intenta instruirnos sobre la insensibilidad universal, la muerte viviente y la incapacidad de ser excitado por algo que no sea grotesco. Sin embargo, este 'Frankenstein' arrastra tanto como acampa; a pesar de algunos momentos divertidos, fracasa como parodia, y el resultado es solo un tímido atracón de degradación."
Craig Butler de AllMovie calificó la película como "un asunto destartalado, con actuaciones ridículamente exageradas y dirección que lo es aun más, y un guion que está lleno de diálogos horribles. Sin mencionar que es una experiencia verdaderamente asquerosa. Naturalmente, muchos la apreciarán justo por estas cualidades, ya sea para reírse de lo verdaderamente escandaloso que es todo o para maravillarse de la manera en que el director/escritor Paul Morrissey está ensartando a los revolucionarios sexuales contraculturales que están entre sus mayores admiradores, creando lo que es en el fondo una crítica muy conservadora de la cultura hippie." Ian Jane de DVD Talk dijo sobre la película: "Carne para Frankenstein es una comedia mórbida y grotesca que no será del gusto de todos, pero que ofrece algo de humor y horror interesantes de esa manera extraña que tiene Morrissey."
En enero de 2018, el film tenía una calificación del 92% en el agregador de reseñas Rotten Tomatoes. En 2012, la revista Time Out encuestó a autores, directores, actores y críticos que habían trabajado en el género del terror sobre sus mejores películas de terror, con Flesh for Frankenstein ocupando el puesto 98 entre las 100 primeras.